# Lepisanthes kinabaluensis
Lepisanthes kinabaluensis är en kinesträdsväxtart som beskrevs av Leenh.. Lepisanthes kinabaluensis ingår i släktet Lepisanthes och familjen kinesträdsväxter. Inga underarter finns listade i Catalogue of Life.